# L'uomo del giorno
L'uomo del giorno (L'homme du jour) è un film musicale francese del 1937 diretto da Julien Duvivier. Il film, noto per la sua commistione di elementi comici e musicali, è uno dei lavori più significativi del regista nella seconda metà degli anni trenta, ed è caratterizzato dalla presenza dell'icona Maurice Chevalier, che interpreta un doppio ruolo insolito tra finzione e realtà.

## Trama
Alfred Boulard è un umile lavoratore che, grazie a una serie di circostanze fortuite, si ritrova improvvisamente al centro dell'attenzione pubblica come "uomo del giorno". Il suo talento musicale e il suo carisma naturale conquistano il pubblico, ma questa nuova fama porta con sé complicazioni e conflitti personali. Nel corso del film, Alfred affronta situazioni comiche e drammatiche, interagendo con personaggi come Mona Thalia, una celebre diva, e Suzanne Petit, giovane donna di cui si innamora.

## Produzione
Il film venne prodotto da Julien Duvivier e José Marquis e girato in bianco e nero, con una fotografia curata da Roger Hubert, noto per il suo stile espressivo e per l'abilità nel valorizzare atmosfere intime e dinamiche. La scenografia di Jacques Krauss contribuì a creare ambientazioni ricche e suggestive, tipiche del cinema francese dell'epoca. La colonna sonora, composta da Jean Wiener, integra numeri musicali che sottolineano i momenti chiave della trama, inserendo un tocco leggero e vivace che accompagna le vicende.
Maurice Chevalier, già famoso cantante e attore, interpreta se stesso in alcune sequenze, offrendo un raro esempio di metacinema nel cinema francese degli anni '30.

## Accoglienza
Alla sua uscita, L'homme du jour ricevette critiche generalmente positive, con particolare apprezzamento per la performance di Maurice Chevalier, la sceneggiatura brillante e le sequenze musicali ben integrate nella narrazione. Il film fu considerato un esempio riuscito di musical francese anteguerra, capace di coniugare leggerezza e introspezione.
Nel corso degli anni, la pellicola è stata oggetto di analisi da parte di critici cinematografici che ne hanno evidenziato il ruolo nel consolidamento del genere musicale nel cinema francese, nonché l'abilità del regista nel mescolare elementi realistici con quelli più fantasiosi.
La scenografia di Jacques Krauss fu lodata per il suo utilizzo innovativo degli spazi urbani e teatrali.